# 井上元常
井上 元常（いのうえ もとつね）は、戦国時代から江戸時代初期にかけての武将。毛利氏家臣で長州藩士。父は井上元直。

## 生涯
永禄6年（1563年）、毛利氏家臣・井上元直の嫡男として生まれる。
慶長5年（1600年）9月13日、大津城の戦いに従軍したが負傷したため、輝元は元常の養生が肝要である旨の書状を、元常と父・元直にそれぞれ送っている。関ヶ原の戦い後に毛利氏が防長二ヶ国へ転封となると、安芸井上氏も安芸国から移り住むこととなった。
慶長19年（1614年）から慶長20年（1615年）にかけての大坂の陣の後、父・元直が老いのため役目を果たせなくなったとして隠居し、元常が家督と知行を相続した。元直には隠居料として200石2斗6升余りの地が与えられたが、元和10年（1624年）3月20日に隠居料を100石1斗3升ずつに分割し、一方は元常の知行に加え、残りの一方を元直の娘婿となった井上元俊に譲った。
寛永9年（1632年）5月2日に死去。享年70。子の元貞が後を継いだ。